# Ківерниково (Палехський район)
Ківерниково  (рос. Киверниково) — присілок в Палехському районі Івановської області Російської Федерації. Входить до складу Раменського сільського поселення.

## Географія
Село розташоване на березі річки Матня та за 8 км від смт. Палех.

## Історія
У радянські часи в Ківерниково налічувалось 20 дворів, а навколишні сільськогосподарські угіддя відносились до колгоспу імені Горбатова.
Село Ківерніково протягом 2005–2009 року входило до Клетінського сільського поселення. 
Від 2005 року входить до складу муніципального утворення Раменське сільське поселення.
10 грудня 2009 року село увійшло до новоствореного Раменського сільського поселення.

## Населення
| 1859 | 1905 | 2010 |
| ---- | ---- | ---- |
| 135  | ↗182 | ↘3   |

6 лютого 2012 року під час суперечки між останніми двома жителями населеного пункту один з них вбив іншого. Вбивцю було затримано, і він зізнався у скоєному. Унаслідок цього село залишилося без постійного населення. 18 травня 2012 року останнього жителя було засуджено до 8 років ув'язнення. Також у Ківерниково є низка дач.